# Стюарт, Джон, 5-й граф Атолл
 Джон Стюарт, 5-й граф Атолл (англ. John Stewart, 5th Earl of Atholl; 22 мая 1563 — 25 августа 1595) — шотландский аристократ и землевладелец.

## Биография
Джон Стюарт был единственным сыном Джона Стюарта, 4-го графа Атолла (? — 1579), и Маргарет Флеминг (1536—1586), дочери Малькольма Флеминга, 3-го лорда Флеминга, и Джанет Стюарт.
В 1578 году Джон Стюарт в Перте женился на Марии или Мэри Рутвен, дочери Уильяма Рутвена, 1-го графа Гоури (1541—1584), и Доротеи Стюарт. 14 ноября 1578 года она написала Барбаре Стюарт, леди Уим, жене Джеймса Мензиса Уимского и тете её мужа, как «Мария графиня Атолл», чтобы пригласить её в Купар, чтобы описать ей моду и манеры места, куда она намеревалась отправиться.
Он был вовлечен в ссору с графом Эрроллом в Перте 29 июня 1591 года, когда королева Анна Датская совершила церемониальный въезд в город. Граф Атолл был проректором в Перте, а граф Эррол — констеблем, и они спорили о своем старшинстве.
В октябре 1587 года он спас овдовевшую Агнес Синклер, графиню Эрролл, в октябре 1587 года. Она была жестоко похищена из своего дома в Инчестатхилле и подверглась нападению со стороны Колина Кэмпбелла из Гленлайона и его последователей.
Атолл и его жена подружились с королевой Анной Датской и, находясь в Фолклендском дворце, пригласили её погостить у них в Данкелде в июле 1592 года. Король Яков VI Шотландский после некоторых колебаний не позволил ей совершить эту поездку. Анне это не понравилось, и она пожалела, что не вернулась домой, в Данию, к своей матери Софии. Были подозрения, что граф был причастен к нападению мятежника Фрэнсиса Стюарта на Фолклендский дворец в июне. Английский посол Роберт Боуз писал, что граф Атолл «глубоко погрузил свою ложку в поздний пирог на Фолкленде».
Английский дипломат Роберт Боуз надеялся, что они убедят сестру Марии Маргарет Рутвен выйти замуж за сына мастера Форбса. Это ослабит власть графа Хантли. Однако Маргарет вышла замуж за Джона Грэма, 4-го графа Монтроза.
32-летний граф Атолл скончался 25 августа 1595 года и был похоронен в Данкелде 11 октября. Анна Датская была в Перте и видела похоронную процессию из дома Уильям-Холла . Ходили слухи, что его отравили.

## Графство Атолл после его смерти
После своей смерти в 1595 году граф Атолл оставил четырёх дочерей: Доротею, Мэри, Джин и Энн, но наследника мужского пола не оставил. Два его сына и ещё одна дочь умерли в младенчестве. Графство Атолл было возвращено короне, а король Шотландии Яков VI Стюарт 1 сентября 1595 года пожаловал его своей супруге Анне Датской.
- Леди Доротея Стюарт (? — 6 августа 1628), муж с 1604 года Уильям Мюррей, 2-й граф Таллибардин (ок. 1574—1626)
- Леди Джин Стюарт (? — 19 июля 1623), 1-й муж с 1603 года Генри Стюарт, 1-й лорд Сент-Колм (? — 1612), 2-й муж — Николь Белленден из Станденфлата
- Леди Энн Стюарт (? — ок. 15 октября 1635), муж с 1604 года Эндрю Стюарт, 2-й барон Касл Стюарт (? — 1635)
- Леди Мэри Стюарт, 1-й муж 1603 года Джеймс Стюарт, 2-й граф Атолл (1583—1625), сын Джона Стюарта, 1-го графа Атолла, и Маргарет Линдси, 2-й муж — капитан Питер Ролло, сын сэра Уолтера Ролло (? — 1603).

Было много разговоров о графстве. Считалось, что Анна Датская претендует на него для себя или для своего сына принца Генри. Граф Оркнейский запросил его в качестве компенсации за свои расходы при дворе в 1594 году.
В марте 1596 года Джон Стюарт, 6-й лорд Иннермит (1566—1603) женился на вдове графа Мэри Рутвен, а в мае 1596 года ему был пожалован вновь созданный титул 1-го графа Атолла, после того как графиня выкупила права на графство за 10 000 шотландских фунтов.
Мэри Рутвен и её новоиспеченный муж арестовали Агнес Маккоуис и Бесси Айрленд как подозреваемых в ведьмах. Эти две женщины обвинили в колдовстве ещё двух женщин из Данкелда, Маргарет Стюарт и Изабель Дуглас, которые пожаловались на несправедливое заключение в Тайный совет Шотландии. Мари Рутвен и графу было приказано доставить четырёх женщин в Эдинбург. Согласно «Хронике Перта», Бесси Айрленд, Джонет Робертсон и Марион Маккаусс были сожжены на Саут-Инче 9 сентября 1597 года.
Дочь Джона Доротея Стюарт вышла замуж за Уильяма Мюррея, 2-го графа Таллибардина, и их сын Джон Мюррей стал 1-м графом Атолла в 1629 году.